# دراسرا
دراسرا، روستایی است از توابع بخش مرکزی شهرستان عباس‌آباد در استان مازندران ایران.

## جمعیت
این روستا در دهستان لنگارود شرقی قرار دارد و براساس سرشماری مرکز آمار ایران در سال ۱۳۹۵، جمعیت آن ۲۸۸ نفر (۹۰ خانوار) بوده‌است. مردم دراسرا از قومیت طبری هستند مردم دراسرا به زبان طبری (مازندرانی) سخن می‌گویند.